# Francesco Antonio Zaccaria
Pour les articles homonymes, voir Zaccaria.
Francesco Antonio Zaccaria (ou Zacharia), né le 27 mars 1714 à Venise et décédé le 10 octobre 1795 à Rome, est un  prêtre jésuite italien, théologien, historien et écrivain prolifique.

## Biographie
Francesco Antonio Zaccaria nait à Venise le 27 mars 1714, fils du célèbre jurisconsulte toscan, établi depuis longtemps dans les États de la République. Élevé au collège des jésuites de sa ville natale, il s’y fait remarquer par une telle vivacité d’esprit et de tels succès, qu’à peine arrivé à l’âge de quinze ans, il est admis dans cette société, si habile à reconnaître et à s’attacher les sujets les plus distingués. En 1731, il prend l’habit, passe quelque temps à Vienne pendant l’intervalle de noviciat, puis est envoyé comme régent de rhétorique dans le collège de son ordre à Goritz. Ses talents le font ensuite appeler par ses supérieurs dans la capitale du monde chrétien ; et, après avoir reçu les ordres, en 1740, il est attaché à la province de Rome et envoyé en mission dans la Marche d'Ancône, où il jette les fondements de sa réputation comme prédicateur. Il exerce les mêmes fonctions dans la Lombardie, la Toscane et presque toute l’Italie. Il s’applique aussi à se faire connaître des écrivains et des savants les plus illustres de l’Italie, et acquiert ainsi une connaissance de la bibliographie et des biographies contemporaines. C’est alors que le célèbre cardinal Querini le recommande pour la direction de la bibliothèque de Brescia. Cette recommandation reste sans effet. Mais, deux ans plus tard, le duc de Modène le nomme conservateur de la bibliothèque ducale, en remplacement de Muratori, qui venait de mourir (1754). Le P. Zaccaria s’adjoint pour la direction de l’établissement les PP. Domenico Troili de Macerata et Gioacchino Gabardi de Florence, qui gardent cette place sous l’administration de son successeur immédiat, Giovanni Granelli, ainsi que sous celle du savant Girolamo Tiraboschi.
Grâce à ces deux collaborateurs, il vient à bout, sans interrompre ses travaux ordinaires, d’introduire dans le matériel de la bibliothèque une classification plus avantageuse et d’en dresser un catalogue raisonné. Il obtient aussi que l’on consacre un emplacement plus vaste à la collection dont il est le gardien. Le comte Cristiani, alors gouverneur de Mantoue pour l’Autriche, voulant donner une bibliothèque impériale à cette ville, le prie de venir présider à l’organisation du nouvel établissement. Le P. Zaccaria se rend à Mantoue, après avoir obtenu l’agrément de son maître, et revient ensuite à Modène, où il exerce les fonctions de bibliothécaire jusqu’à ce que l’expulsion des jésuites, bannis presque simultanément de tous les petits États de l’Italie, l’oblige à partir. Il se retire à Rome, où au titre de bibliothécaire du collège des jésuites il joint celui d’historiographe de l’ordre, pour la partie littéraire. Là aussi un champ nouveau s’offre à ses talents. Il se fait le champion du Saint-Siège contre les prétentions de l’Église gallicane, et écrit contre l’opposition de la puissance temporelle à l’autorité du pontife. Clément XIII le récompense par une pension ; il n’en jouit que peu de temps ; et, lors de la dissolution de son ordre, non seulement il est privé de la somme qu’il recevait annuellement, mais encore, après des risques multipliés d’aller habiter le Château Saint-Ange, il lui est enjoint de ne pas sortir de Rome. L’avènement de Pie VI ramène pour le P. Zaccaria des jours plus heureux. Sa pension est rétablie et même augmentée. Bientôt il est mis à la tête de l’académie nouvellement instituée pour les nobles ecclésiastiques ; et, comme antérieurement à cette époque il avait occupé la chaire d’histoire ecclésiastique au collège de la Sapience, il reçoit à perpétuité, avec le titre de professeur émérite, les appointements de professeur en activité. C’est dans cette situation qu’il meurt, le 10 octobre 1795, dans sa 82e année.

## Œuvres

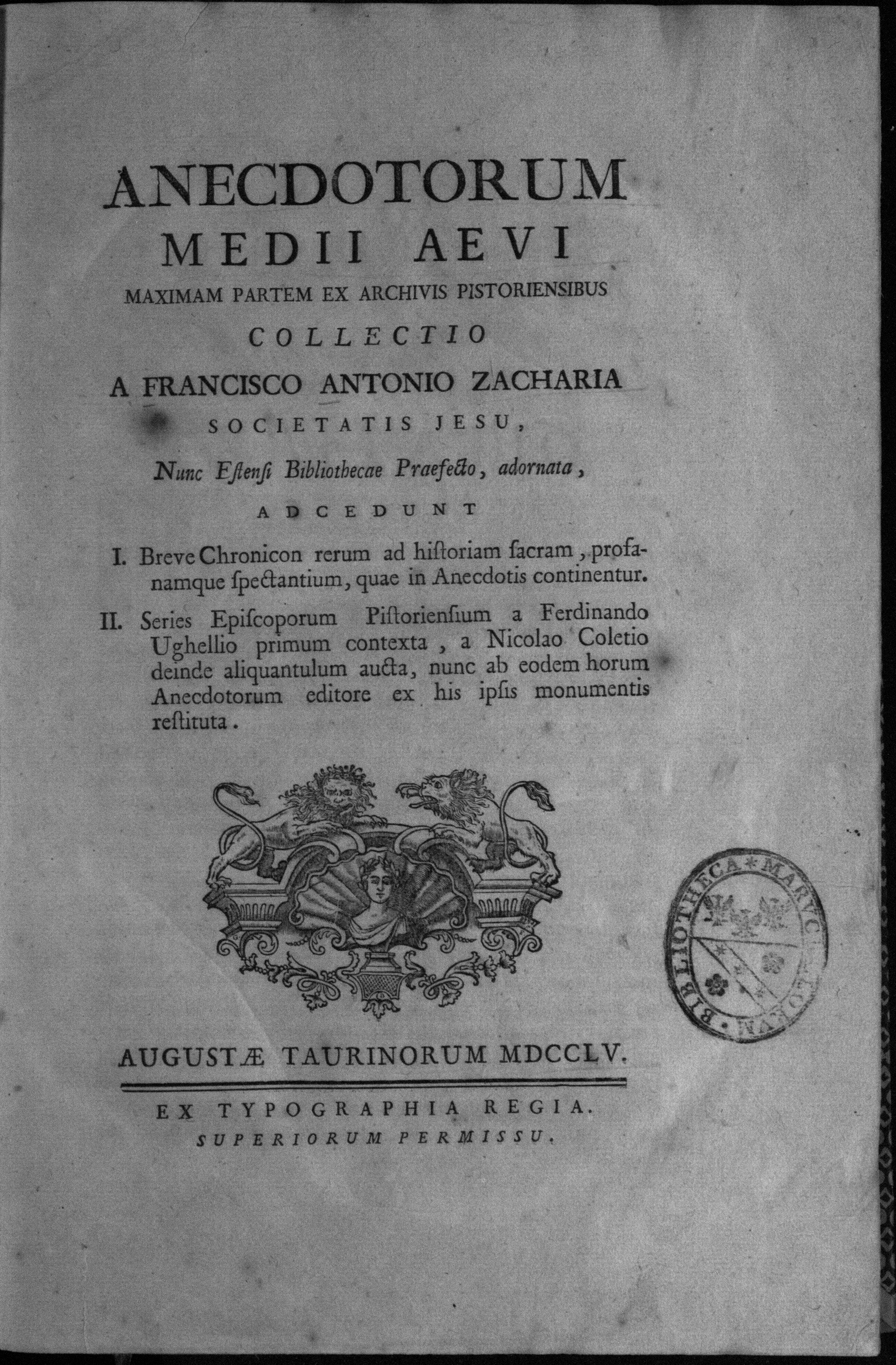
Anecdotorum Medii Aevi

La liste complète de ses ouvrages peut seule donner une idée de l’étendue de ses connaissances et de la flexibilité de son esprit. Nous n’entreprendrons point d’en donner la nomenclature, qui, fut-elle dépouillée de toute espèce de réflexions, nous entraînerait beaucoup trop loin. En effet, outre un nombre considérable de manuscrits, le P. Zaccaria a laissé cent six ouvrages imprimés. Parmi ceux-ci, le plus important sans contredit est son Histoire littéraire de l’Italie, 14 vol. in-8°, Modène, 1751-1757, et 2 de supplément aux tomes 4 et 5, Lucques, 1754. Ce volumineux monument se rapporte tout entier aux publications contemporaines, qu’il réunit sous des titres généraux et qu’il analyse avec beaucoup de sagacité. La méthode avec laquelle il procède au milieu de ce labyrinthe littéraire ne mérite pas moins d’éloges que la finesse des aperçus et le goût de la critique. Peut-être le style pèche-t-il par l’excès des formules louangeuses et des redondances. Mais ce défaut est si ordinaire aux écrivains de l’Italie, qu’on ne doit pas beaucoup insister sur ce point. Chaque volume se termine par deux ou trois chapitres consacrés à la nécrologie, et par deux tables qui présentent l’une les noms des auteurs, l’autre l’indication alphabétique des événements remarquables. L’Histoire littéraire du P. Zaccaria, quoique généralement goûtée en Italie, lui attira cependant des attaques très-vives, entre autres celles d’un pseudonyme qui, sous le nom d’Eraniste, lui adressa quinze lettres théologico-morales (Osservazioni sopra varj punti d’istoria letteraria, esposte in alcune lettere di Eusebio Eraniste, al M. R. P. Fr. Ant. Zaccaria, con due appendici, altra in risposta alla quinta lettera del M. R. P. Filiberto Bassa, altra di documenti), Venise, 1756, 2 vol. in-8° ; 2e édit., ibid., 1756, in-8°, où il l’accusait à la fois d’ignorance, de partialité, de faux goût. Le P. Zaccaria répondit par sa Difesa della storia letteraria d’Italia e dell’autore contro le lettere teologico-morali di certo P. Eusebio Eraniste ed altre lettere d’un mascherato Rimbaldo Norimene, continuazione del tomo 8 della storia, etc., Modène, 1754, 1 vol. in 8°. On joint ordinairement à toute cette collection ses Annali letterari d’Italia, Modène, 1762, 1763, 1764, 3 vol. in-8°, continuation de la Storia letteraria, rédigée pareillement sous les auspices du duc de Modène. Les autres ouvrages principaux du P. Zaccaria sont
- Theologia moralis R. P. Tamburini Caltanisettentis soc. Jesu, Venise, 1755, 3 vol. Outre des Index très-commodes et l’indication de tous les passages de la théologie morale qui ont donné lieu aux censures pontificales, le P. Zaccaria a joint à l’ouvrage de son confrère des Prolégomènes divisés en trois parties, et dans lesquels il essaye de le justisier des calomnies auxquelles de fausses interprétations ont presque toujours, à l’entendre, donné naissance
- Anecdotorum medii ævi, maximam partem ex archivis pistoriensibus, collectio a Fr. Ant. Zaccaria adornata, etc., Turin, 1755, in fol. Les monuments décrits par le P. Zaccaria sont divisés en trois classes, savoir : les monuments civils, les monuments sacrés, les monuments communs à l’état civil et ecclésiastique. Plusieurs morceaux de cette utile collection avaient déjà été publiés par d’habiles antiquaires, mais tous étaient déparés par des lacunes ou défigurés par des fautes grossières. Beaucoup de cartes et de plans de châteaux enrichissent la seconde partie. L’ouvrage se termine par une chronique abrégée des événements auxquels se rapportent les documents recueillis par l’auteur, et par le catalogue des évêques de Pistoia, catalogue déjà donné par Ughelli, et augmenté par Coleti, mais considérablement amendé par le P. Zaccaria.
- Biblia sacra Vulgatae editionis, Sexti vel Clementis VIII, pontif. max., auctoritate recognita, uberrimis Prolegomenis dogmaticis et chronologicis illustrata, etc., Venise, 1758, 2 vol. in fol.
- Dionysii Petavii Aurelianensis ... opus de theologicis dogmatibus, etc., Venise, 1757, 7 vol. Cette édition est plus complète que les précédentes. De plus, le P. Zaccaria y a joint une Vie de Petau ; des notes utiles, particulièrement sur les sentiments que les Pères antérieurs au concile de Nicée avaient relativement à la divinité du Verbe ; plusieurs dissertations, les unes de lui, les autres de divers théologiens renommés, et enfin un Apparato istorico-critico.
- Jus canonicum secundum quinque Decretalium titulos Gregorii papæ IX explicatum, etc., auctore R. P. Vito Pichler, avec notes, Pesaro, 1758, 2 vol. in-fol.
- Institutions numismatiques, 2 vol. in 8°.

La plupart de ses publications polémiques sont écrites en latin.

## Écrits
Parmi les 161 ouvrages imprimés qui lui sont attribués par Carlos Sommervogel (dans sa Bibliothèque de la Compagnie de Jésus) les plus importants sont les suivants :

### Histoire de l'Église
- Series episcoporum Cremonensium (Milan, 1749)
- Laudensium (ibid., 1763)
- Auximatium (Osimo, 1764)
- Vico Aequensium (Rome, 1778)
- Caesenatium (Cesena, 1779)
- Forocorneliensium (Imola, 1820)
- De' santi martiri Fedele, Capoforo, Gratiniano, e Felino (Milan, 1750)
- Acta SS. Bollandiana apologeticis libris in unum volumen nunc primum contractis vindicata (Anvers, 1755)
- De rebus ad historiam atque antigitates ecclesiae pertinentibus (Foligno, 1781)
- Raccolta di dissertazioni di storia ecclesiastica (22 vol., Rome, 1792-7).

### Théologie et droit canon
- Thesaurus theologicus (13 vol., Venise, 1762) - une compilation des traités théologiques de divers auteurs, disposée de façon à former une présentation ordonnée des différents sujets de la théologie
- De causuisticae theologicae originibus, locis atque praestantia, écrit à l'initiative d'Alphonse de Liguori et ajouté en tête de la troisième édition de l'ouvrage ultérieur Théologie morale
- Apparatus omnigenae eruditionis ad theologiam et jus canonicum (Rome, 1773)

### Polémiques
- Antifebronio (Pesaro, 1767), édition latine (Cesena, 1771-2 et par Migne, Theol. Cursus Completus, XXVII, 463-1300)
- Storia polemica del celibato sacro (Rome, 1774)
- Storia polemica delle proibizione de' libri (Rome, 1777)
- Difesa di tre Sommi Pontefici Benedetto XIII, Benedetto XIV, e Clemente XIII, e del Concilio Romano tenuto nel 1775 (Ravenne, 1784)

### Liturgie
- Dell' anno santo (Rome, 1774)
- Bibliotheca ritualis (2 vol., Rome, 1776-8)
- Nuovo effermerologio universale (Rome, 1780)
- Onomasticon rituale selectum (Fäenza, 1787)

### Archéologie
- Istituzione antiquario-lapidaria (Rome, 1770)
- Istituzione antiquario-numismatica (Rome, 1772)

### Littérature historique
- Storia Letteraria d'Italia (14 vol., Modène, 1750-57) - une revue littéraire éditée par Zaccaria avec l'aide de Leonardo Ximenes, Domenico Troili et Gioacchino Gabardi
- Excursus litterarii per Italiam (Venise, 1754)
- Iter Litterarium per Italiam (Venise, 1762)
- Saggio critico della corrente letteratura straniera (3 vol., Modène, 1576), écrit par Zaccaria avec Gabardi et Troili
- Annali letterarii d'Italia (3 vol., Modène, 1762-3)
- Biblioteca antica e moderna di storia letteraria (3 vol., Pesaro, 1766-8)

### Éditions annotées
- Joannes Stephanus Menochius (alias Giovanni Stefano Menochio), Commentarius totius s. Scripturae (Venise, 1743)
- Dante, La Divina Comedia (Vérone, 1749)
- Tommaso Tamburini, Theologia Moralis (Venise, 1755)
- Hermann Busenbaum et Pierre Lacroix, Theologia Moralis (1755)
- Domenico Viva, Opuscula omnia theologico-moralia (Ferrare, 1757)
- Louis Abelly, Medulla theologica (Venise, 1757)
- Denis Pétau, Opus de theologicis dogmatibus (Venise, 1757)
- Vitus Pichler, Jus Canonicum (Pesaro, 1758)
- Jacobus Tirinus (Jacques Tirin), In universam Scripturam Commentarius (Venise, 1759)
- Bartolomeo Gavanti, Opera theologico-canonica (Ferrare, 1760)
- Honoré Tournely, Praelectiones (Venise, 1765)
- Noël Alexandre, Historia Ecclesiastica (Venise, 1776-7)
- Lucio Ferraris, Bibliotheca canonicojuridica (Rome, 1748-90)
- Pietro Sforza Pallavicino, Istoria del concilio di Trento (Faenza, 1792-7)